# Famille de Jerphanion
La famille de Jerphanion, anciennement Jerphanion, est une famille subsistante de la noblesse française, originaire du Velay.
Elle compte parmi ses membres un préfet, des hommes d'église dont un prélat, des officiers.

## Histoire
Le premier membre connu de cette famille est Barthélémy Jerphanion (vers 1460 - vers 1520).[réf. nécessaire]
Antoine Jerphanion (1639-1719), d'abord avocat au parlement de Toulouse en 1662, achète en 1682 la charge de syndic du pays du Velay, puis le 14 février 1718, celle, anoblissante, de conseiller-secrétaire du roi en la chancellerie de Paris. Il quitte Saint-Maurice-de-Lignon pour installer sa famille au Puy-en-Velay.
La famille de Jerphanion exercera durant cinq générations, jusqu'en 1790, la charge de syndic du pays du Velay.[réf. nécessaire]
Cette famille a obtenu un titre de baron en 1810.

## Personnalités
Les principales personnalités de la famille de Jerphanion sont :
- Jean de Jerphanion (1680-1747)[3], épouse Anne de Cambacérès (1686-1765)[4]
- Gabriel-Joseph de Jerphanion (1758-1832), premier préfet de la Lozère (1800-1802), préfet de la Haute-Marne (1802-1815), chevalier d'Empire en 1808, baron d'Empire en 1810 titre confirmé en 1815 et 1816 par le roi Louis XVIII, décoré de la Légion d'honneur et de l'ordre de Sainte-Anne
- Jacques-Antoine de Jerphanion (1760-1823), curé de l'église de la Madeleine, à Paris, et chanoine de la cathédrale Notre-Dame de Paris
- Jean-Joseph-Marie-Eugène de Jerphanion (1796-1864), archevêque d'Albi
- Jules de Jerphanion (1807-1894), légitimiste il correspond avec le « comte de Chambord », à Lyon il s'occupe d'œuvres catholiques et charitables
- Guillaume de Jerphanion (1877-1948), jésuite français, byzantiniste, épigraphiste, géographe, photographe, linguiste, archéologue, élu en 1947 à l'Institut de France comme membre libre de l'Académie des inscriptions et belles-lettres. Il est le premier à avoir entrepris un travail systématique d'exploration et d'études en Cappadoce.
- Alban de Jerphanion (1901-1976), jésuite français au Liban, recteur de l'université Saint-Joseph de Beyrouth, tué par un groupe armé en 1976[5].
- Cécile de Jerphanion (1914-2008), infirmière de la Croix-Rouge française, enseigne de vaisseau de 2e classe de la Marine nationale, cofondatrice avec dix infirmières volontaires du groupe des « Marinettes » au sein de la 2e division blindée du Général Leclerc, pour participer à toute la campagne de la Libération de la France, de la Normandie à l’Allemagne, en passant par Paris[6].
- Dauphine de Jerphanion (1958-2013), styliste et mannequin[7],[8],[9]
- Guillaume de Jerphanion, colonel de l'Armée de terre, ancien aide de camp du président de la République Jacques Chirac
- Laurent de Jerphanion, capitaine de vaisseau, chef du bureau « stratégie politique » au sein de l'état-major de la Marine nationale militaire française

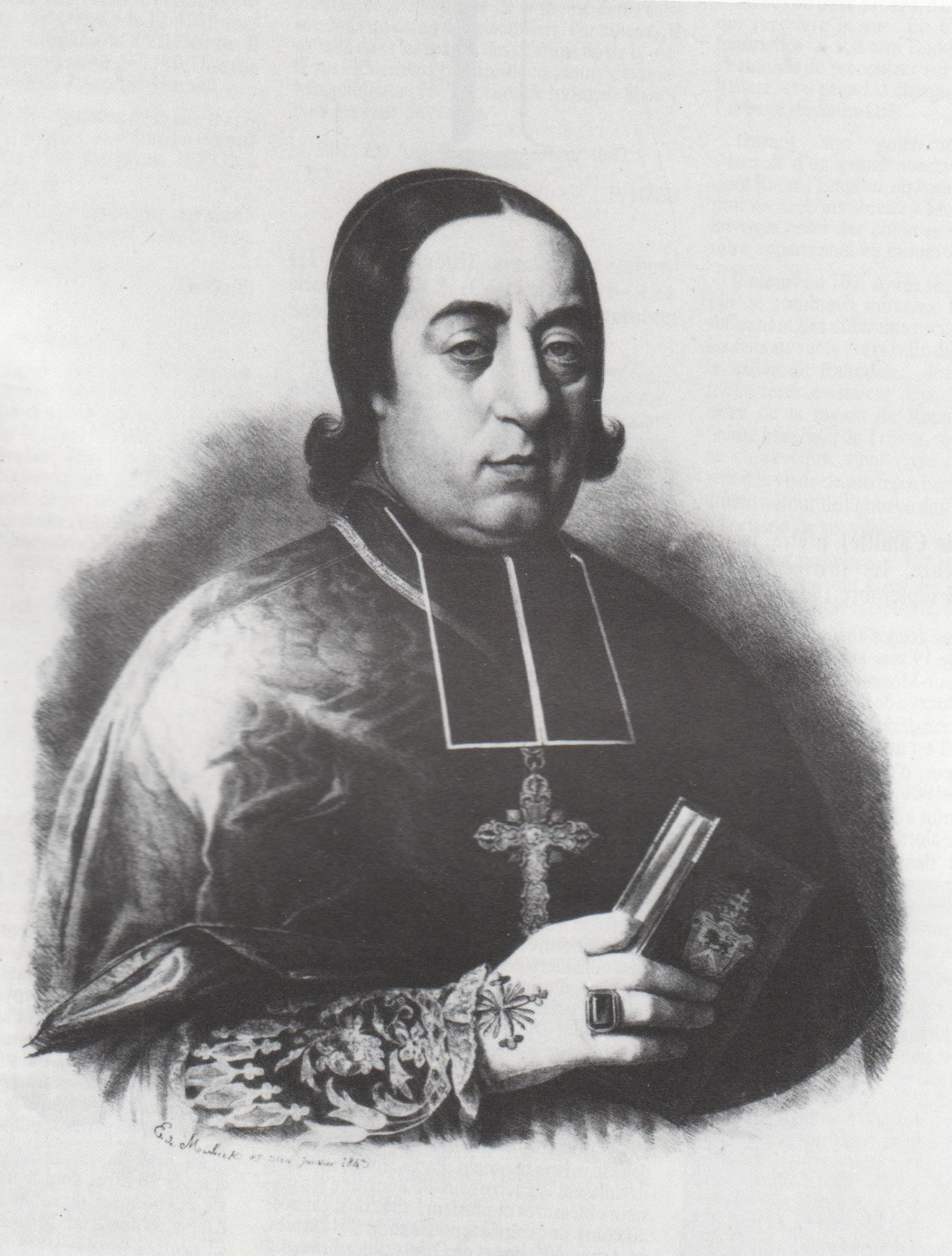
Mgr de Jerphanion (1796-1864)
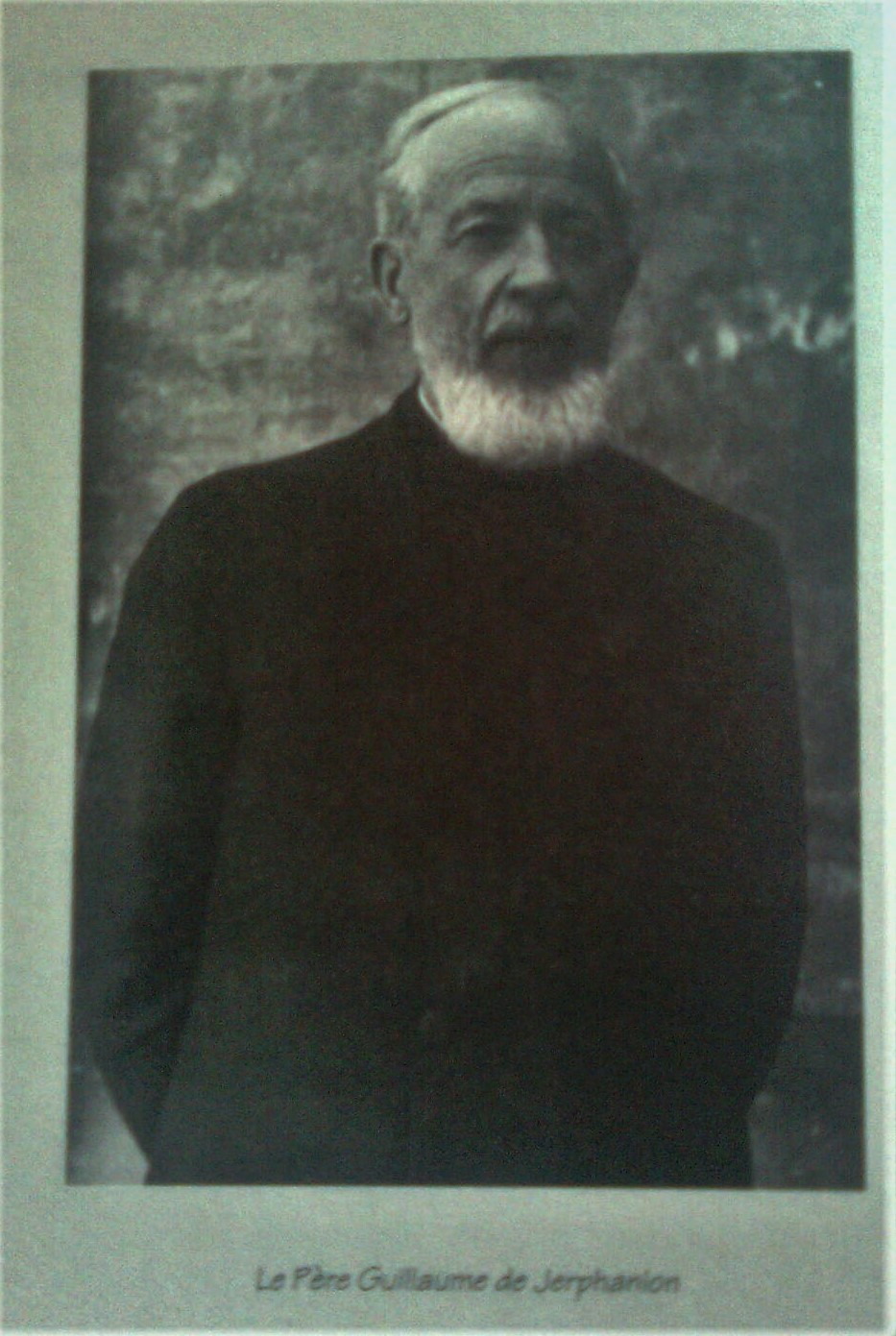
Père Guillaume de Jerphanion (1877-1948)

## Demeures et châteaux
- Hôtel de Jerphanion - Cambacérès (1725), au Puy-en-Velay[réf. nécessaire]

## Armes, devise, titres
- de Jerphanion : 'D'azur au chevron d'or accompagné en pointe d'un lys d'argent, tigé et feuillé de sinople ; au chef dentelé d'or, chargé d'un lion léopardé de gueules

La famille de Jerphanion avait des armes anciennes enregistrées en 1696 différentes des armes actuelles qui ont été prises en 1816 par Gabriel-Joseph de Jerphanion. Plus tard au XIXe siècle, la branche aînée de la famille de Jerphanion a écartelé ses armes avec celles de la famille Sanhard de Sasselange.
- Devise : E coelo mihi candor (Du ciel me vient ma blancheur)

- Titres : chevalier d'Empire (1808), baron d'Empire (1810)

## Alliances
Les principales alliances de la famille de Jerphanion sont : de Cambacérès (1706), Allut, Sanhard de Sasselange (1859), de Cholier de Cibeins, Dalamel de Bournet (1899, 1904), Daru.